# Elies Barberà Bolinches
Elies Barberà Bolinches (Játiva, 1 de mayo de 1970) es un poeta y actor español.
Licenciado en Filosofía, después de trabajar en Valderrobles y Alcoy como profesor, abandonó la enseñanza y marchó a Barcelona donde estudió y se licenció en Arte Dramático, por el Instituto del Teatro de Barcelona.

## Obras
Elies ha trabajado tanto la poesía como la narrativa, aunque las publicaciones en este último género han sido mucho menos numerosas, así tenemos que 
como narrador ha publicado Quaranta contes breus i un llarguíssim poema d'amor (2000) y la novela humorísticoeròticofallera In Faculis (2013), que fue galardonada con el premio Jaume Maspons.
Como poeta ha publicado Mata-rates (i altres vicis) (2003), Equilibrista (2004), Zoo (2006), Aixàtiva, Aixàtiva (2008), Allà on les grues nien (2009) y el libro-CD "Ulls, budells, cor" (2013). Y como dramaturgo, En la Primavera perpètua i 99%.

## Carrera como actor
Como actor, entre otras obras ha participado, en Phöebon y El Grande Paulo de Tadeus Calinca; Cuentos estigis o el cabaret de los muertos de Albert Maestros y dirección de Iban Beltran (2004); La vuelve de la vuelve (2005) dirección de Albert Boadella; varias producciones del colectivo ÀreaTangent; Otro Wittgenstein, por favor, texto y dirección de Albert Maestras (2009); Músicas del Holocausto, con Brossa Cuarteto de cuerda; El casamiento de en Terregada de Juli Vallmitjana y dirección de Joan Castells (2009). Forma parte de las compañías La Soga y Teatro del Enjòlit. En las dos ha participado como actor en todos sus montajes. destacan: Corrüptia, de Josep Lluís Fitó; Si no nos pagan, no pagamos!, de Dario Fo; El séptimo cielo, de Caryl Churchill; y 99%, coescrita con el autor luxemburgués Ian De Toffoli.

## Premios
La obra poética de Barberà ha sido reconocida cosa que queda clara por los premios que ha obteniendo a lo largo de su carrera como escritor. Podemos destacar los siguientes premios:
- Premio Ibn Hafadja, 2006 por la obra "Zoo"
- Pulse Señorío de Ausiàs March, 2002 por la obra "Mata-rates (i altres vicis)"
- Premio Las Talúries, 2004 por la obra "Equilibrista"
- Premio Ciutat de Xàtiva, 2007 por la obra "Aixàtiva, Aixàtiva"[5]
- Premio Ausiàs March de poesía de Gandia, 2009 por la obra "Allà on les grues nien"
- Premio Jaume Maspons, 2013 por la obra satírica con el título provisional d"'In faculis".[1]